# Isotomiella madeirensis
Isotomiella madeirensis is een springstaartensoort uit de familie van de Isotomidae. De wetenschappelijke naam van de soort is voor het eerst geldig gepubliceerd in 1959 door da Gama.